# یائو دی (بازیکن بسکتبال)
یائو دی (انگلیسی: Yao Di؛ زادهٔ ۱۵ اوت ۱۹۹۲) بازیکن والیبال زن اهل چین است. وی در بازی‌های المپیک تابستانی ۲۰۲۰ شرکت کرده‌است.